# Небо-М
55Ж6М «Небо-М»  — межвидовой[прояснить] мобильный радиолокационный комплекс обнаружения аэродинамических и баллистических объектов на средних и больших высотах, входит в семейство РЛС Небо.
РЛК предназначен для определения трёх координат целей. В комплексе использованы средства обнаружения со значительными зонами обнаружения малоразмерных и малозаметных целей, в том числе выполненных по технологии стелс. Для РЛК характерно малое время завязки трасс по высокоскоростным целям, высокий темп обновления и выдачи информации, в том числе по скоростным и маневрирующим целям, большие дальности обнаружения пусков баллистических ракет, большие потолки в режиме сопровождения баллистических целей.

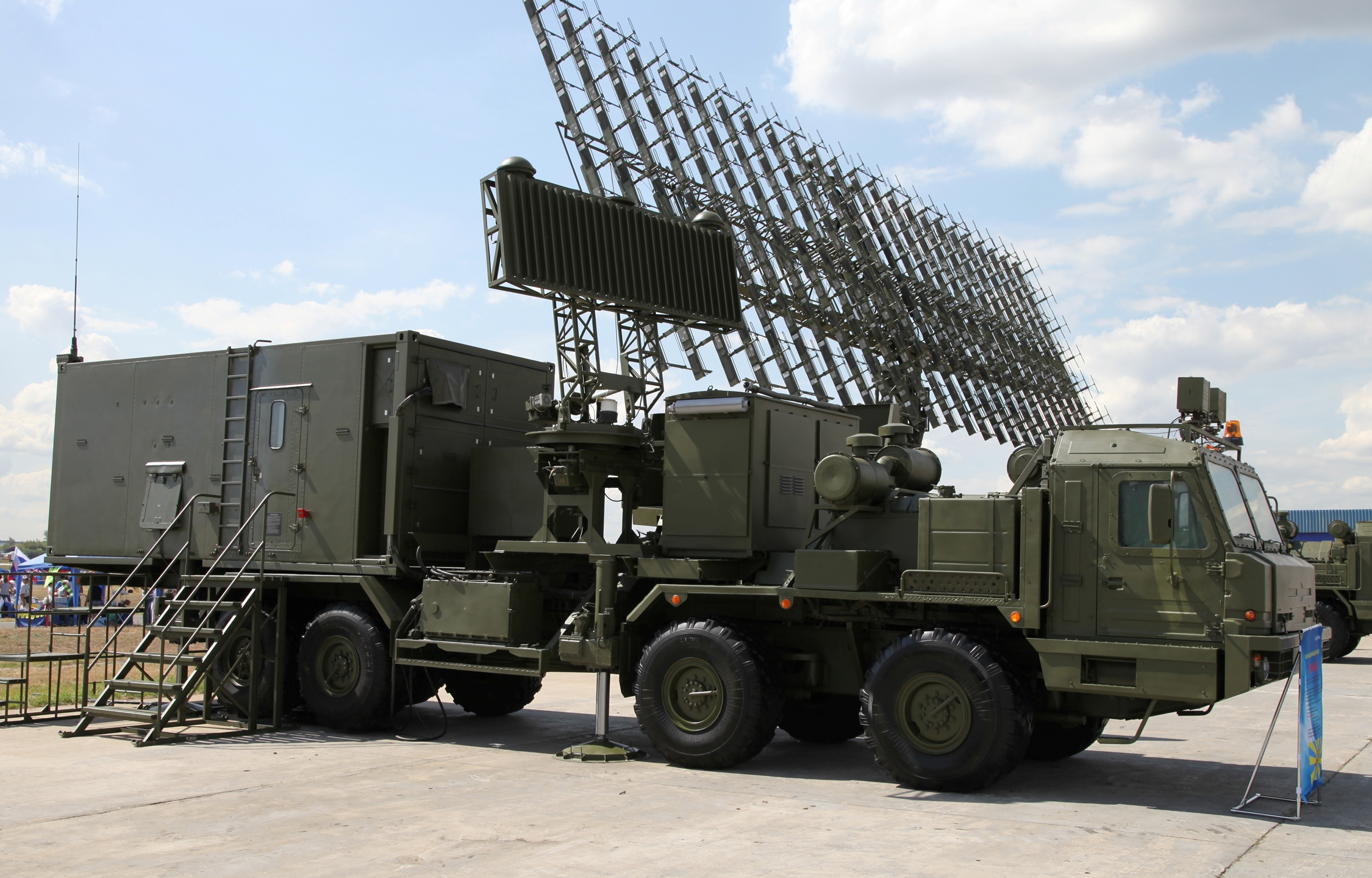
Кабина управления с собственной РЛС на фоне антенны метрового модуля

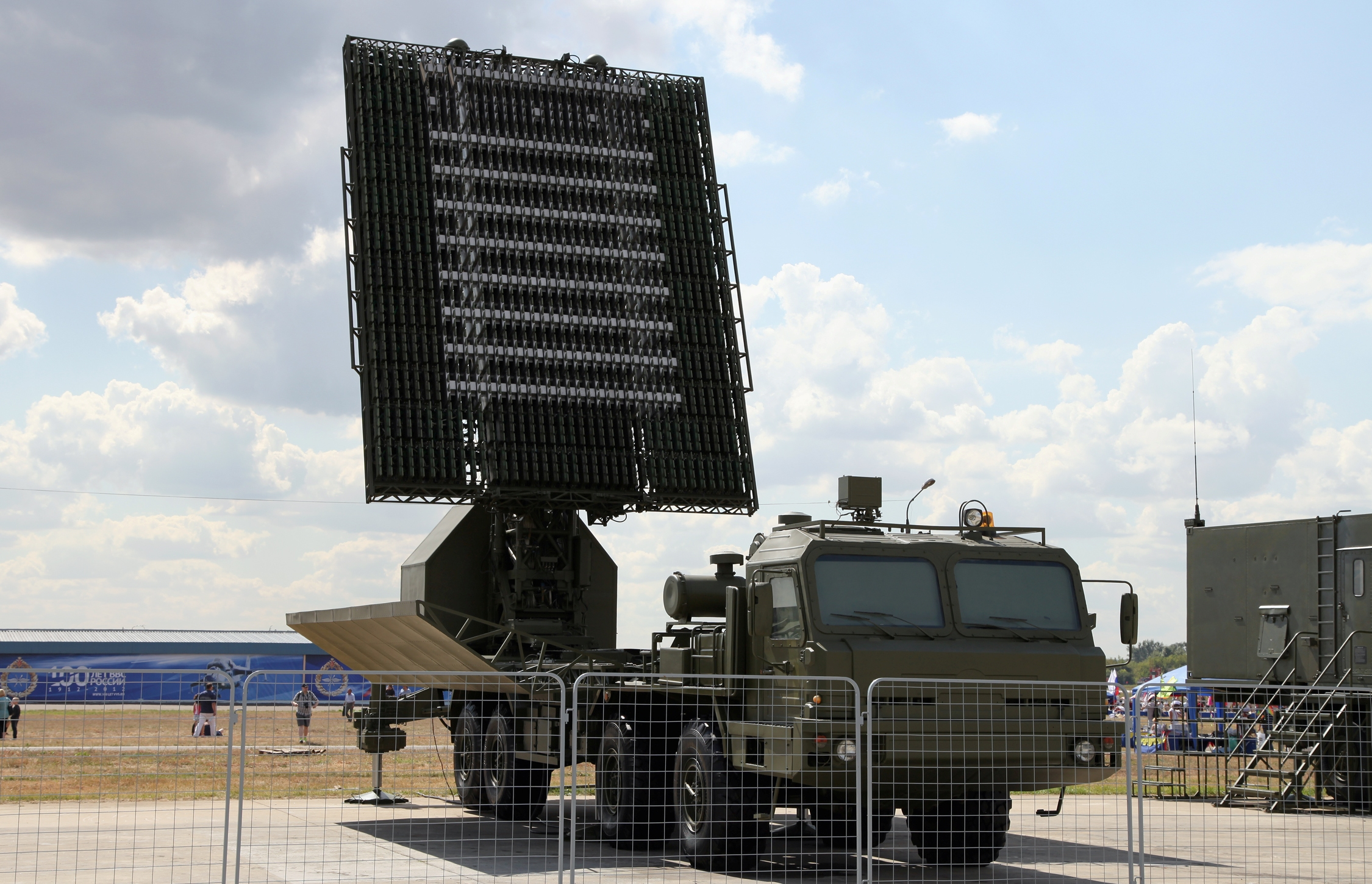
Дециметровый модуль

## Состав[5]
- РЛМ-М — радиолокационный модуль метрового диапазона; модификация РЛС «Небо-СВУ»
- РЛМ-Д — радиолокационный модуль дециметрового диапазона; модификация РЛС «Противник-Г».
- РЛМ-С — радиолокационный модуль сантиметрового диапазона; модификация РЛС 64Л6 «Гамма-С1».
- КУ РЛК — кабина управления комплексом.

## Тактико-технические характеристики[6]
- Диапазон волн: м, см, дм;
- Зона обнаружения:
  - по дальности, км: 600;
  - по углу места, градусов: 70;
  - по высоте, км: 600;
- Количество сопровождаемых трасс: 200;
- Время развёртывания, мин: 15;
- Средняя наработка на отказ, ч: 1000.

## Потери
28 мая 2024 около Луганска в результате удара ВСУ была поражена РЛС Небо-М.
3 октября 2024 года украинские силы заявили, что уничтожили радар «Небо-М» с помощью ракеты ATACMS, место атаки не уточняется.